# Chimps: So Like Us
Chimps: So Like Us ist ein US-amerikanischer Dokumentarfilm von Kirk Simon und Karen Goodman, der 1991 für einen Oscar in der Kategorie „Bester Dokumentarkurzfilm“ nominiert wurde.

## Handlung

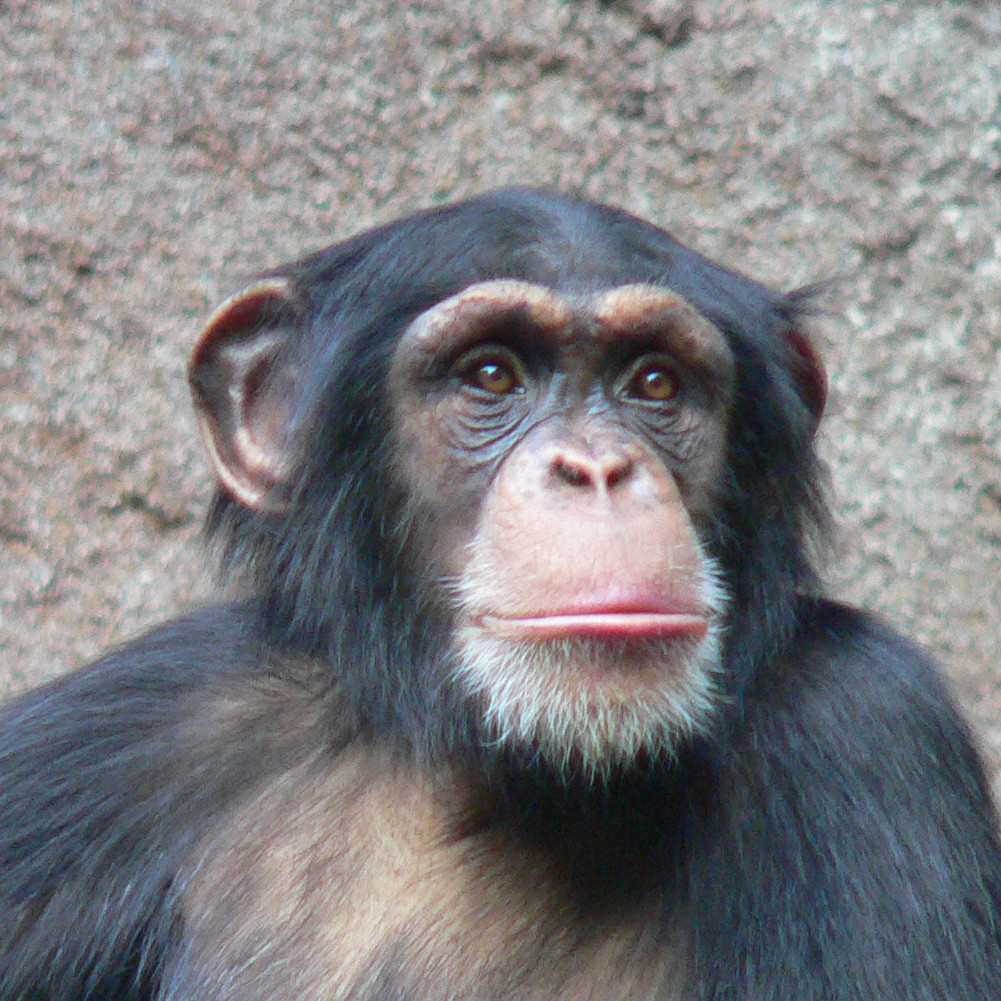
Jüngerer Schimpanse

Der Film beschäftigt sich mit Jane Goodalls Arbeit und ihren Beobachtungen im Gombe-Stream-Nationalpark, der im Westen von Tansania direkt am Ufer des Tanganjikasees liegt. Seit 1960 beobachtet sie dort die Lebensweise und das Verhalten von Schimpansen und tritt für ihren Schutz ein. Die Tiere werden innerhalb ihrer Familieneinheiten vorgestellt und ihre Emotionen erläutert, die denen der Menschen nicht unähnlich sind. Goodall tritt dafür ein, diesen hoch entwickelten Tieren nicht ihren Lebensraum und ihre Freiheit zu nehmen und sie, so sie in Gefangenschaft leben, menschenwürdig zu behandeln. Dabei werden auch Aufnahmen von Schimpansen in Labors eingeblendet und über Experimente berichtet, die man mit ihnen anstellt, gerade weil sie den Menschen so ähnlich sind.
Gezeigt werden junge Schimpansen untereinander beim fröhlichen Spiel, innerhalb ihrer Familie, im Arm ihrer Mütter und im Schutz des Familienclans. Es wird darauf hingewiesen, dass ihr Lebensraum bedroht ist durch skrupellose Menschen für die nur Profit zählt. Jane Goodall wird im Umgang mit den Tieren gezeigt und es wird deutlich, wie vertraut sie mit ihnen ist und wie sich das bei den Tieren gebildete Vertrauen im Verhältnis zueinander auswirkt.

## Produktion und Hintergrund
Die Filmaufnahmen entstanden in New York, Arizona und Tansania. Der Film wurde mehrfach auf HBO ausgestrahlt.

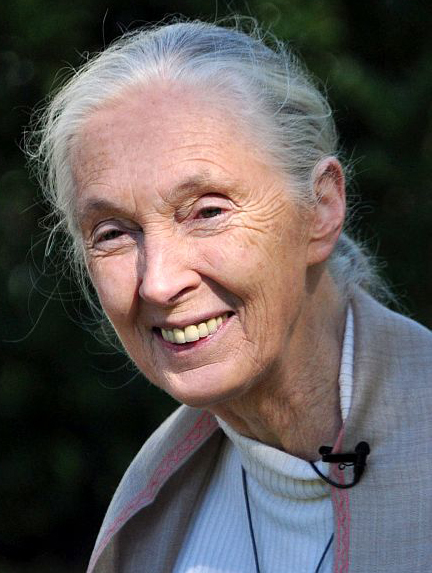
Jane Goodall, Oktober 2010

Jane Goodall (* 1934) ist eine britische Verhaltensforscherin, die für ihre Langzeitstudien über Menschenaffen bekannt ist. Seit 1960 beschäftigt sie sich mit Schimpansen und veröffentlichte umfangreiche Literatur über sie. Sie tritt vehement gegen Tierversuche und gegen Gewalt gegen Tiere ein, was auch beinhaltet, dass sie bestimmte Rechte für große Menschenaffen fordert, die denen der Menschenrechte ähnlich sind. Seit 2002 ist sie Friedensbotschafterin der UNO. Das Nobelpreiskomitee wurde von ihr aufgefordert, einen Nobelpreis für Alternativmethoden zu Tierversuchen zu schaffen.

## Auszeichnung
Oscarverleihung 1991: Nominierung für einen Oscar in der Kategorie „Dokumentarfilm“ (Kurzfilm) für Karen Goodman und Kirk Simon. Ausgezeichnet wurde Steven Okazaki und sein Film Days of Waiting, der von den Erlebnissen der kaukasischen Künstlerin Estelle Ishigo während des Zweiten Weltkriegs erzählt.